# Ewangelicko-Luterański Kościół Ingrii

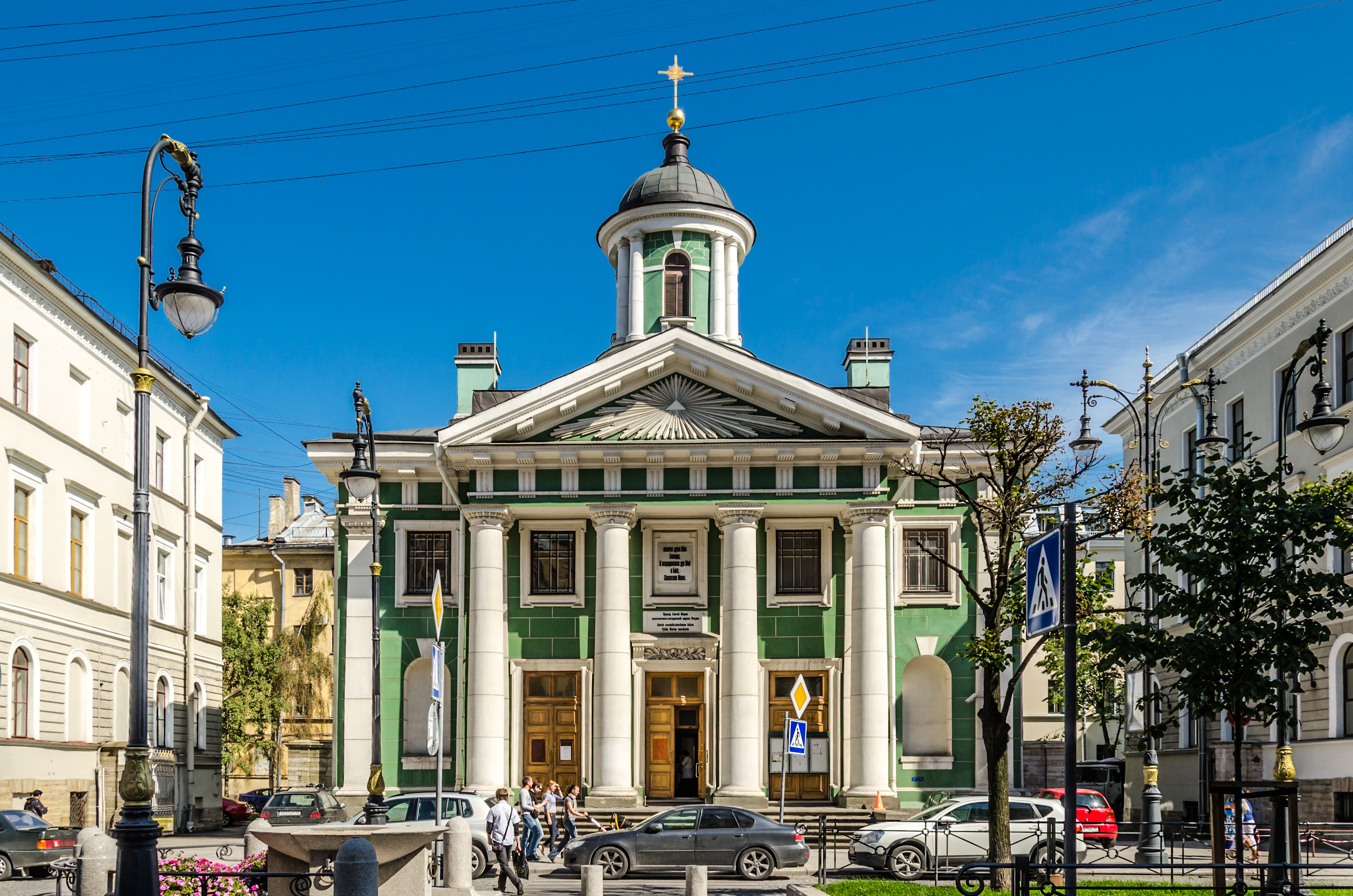
Kościół św. Marii w Petersburgu

Ewangelicko-Luterański Kościół Ingrii (ros. Евангелическо-лютеранская церковь Ингрии, fiń. Inkerin evankelis-luterilainen kirkko), także Kościół Ingrii – drugi co do wielkości kościół luterański w Rosji, działający najaktywniej przede wszystkim na terenie Ingrii i Karelii. Posiada 8000 wiernych, zrzeszonych w 75 zborach. Kościół powstał w 1992 roku w wyniku odłączenia od Estońskiego Kościoła Ewangelicko-Luterańskiego. Pierwsza parafia luterańska na terenie Ingrii została założona w 1611 roku, który jest uznawany w Kościele jako właściwa data jego utworzenia.
Dzieje kościoła pozostają w związku z historią Ingrian, czyli Finów zamieszkujących te tereny. Odwołuje się on do nordyckich tradycji luterańskich, reprezentuje jednak bardziej konserwatywne stanowisko. Jest członkiem zarówno Światowej Federacji Luterańskiej, jak i Międzynarodowej Rady Luterańskiej.

## Historia

### Okres szwedzki
W następstwie wojen inflanckich i pokoju w Stołbowie ziemie północno-zachodniej Rosji przeszły pod władanie Szwecji. W rezultacie tych wydarzeń znaczna część rosyjskich mieszkańców oraz część zrusyfikowanej ludności miejscowej opuściło te tereny. Opuszczona ziemia decyzją szwedzkiego króla została zasiedlona osadnikami ze środkowej Finlandii. W związku z tym zaczęto organizować luterańskie parafie oraz budowę kościołów. Jako pierwsza powstała parafia w Lembolowie (fiń. Lempaala) w 1611 roku. Nowo utworzone parafie były częścią Kościoła Szwecji. W 1618 weszły w skład diecezji Wyborg.
W 1639 roku wyborski gubernator generalny podzielił terytorium Ingrii na prepozytury nienszanckie i iwangorodzkie.
W 1641 roku w Narwie powstała superintendentura nadzorująca wyznaczanie kapłanów i utrzymanie kościołów. Czterech asesorów działających przy superintendencie dbało o interesy odpowiednio ludności niemieckiego, fińskiego, szwedzkiego i rosyjskiego pochodzenia. Do czasu powrotu Ingrii do Rosji zorganizowano 28 parafii z licznymi filiałami kapelańskimi, podzielone między trzy prepozytury.

### Okres Imperium Rosyjskiego

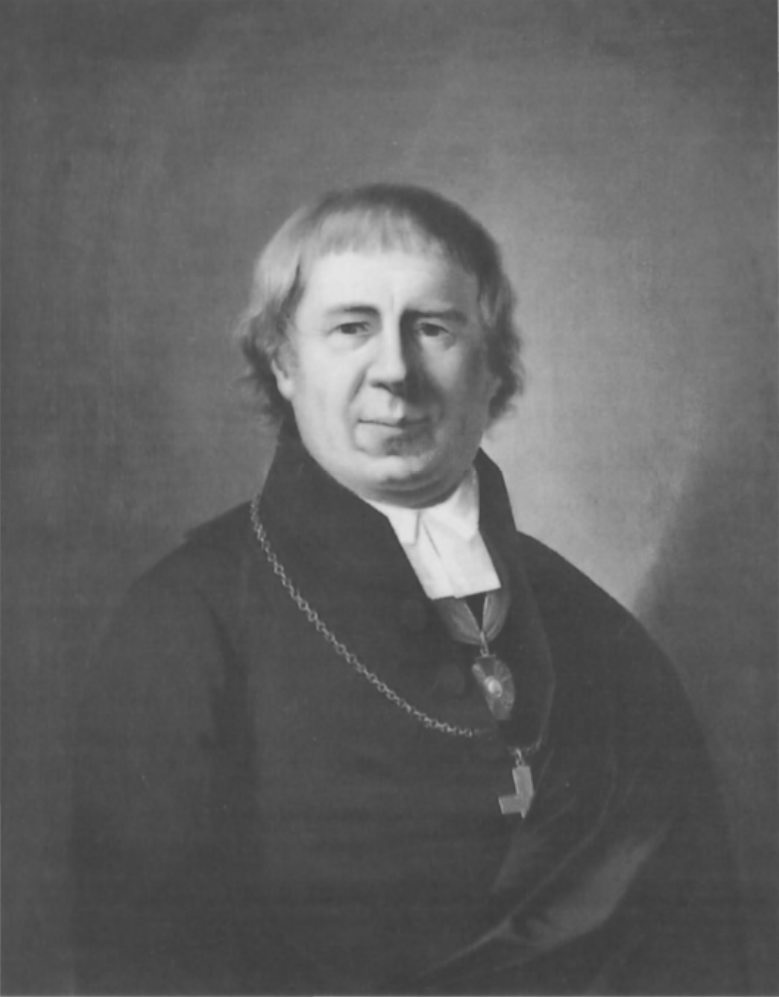
Zacharias Cygnaeus

W rezultacie III wojny północnej terytorium Ingrii zostało zwrócone Rosji. Koloniści okazali lojalność wobec władzy rosyjskiej i pozostali na tych terenach. Część z nich (głównie mieszkańcy byłego miasta Nienszanc) została przesiedlona do Petersburga, gdzie w 1703 roku Piotr I pozwolił założyć szwedzko-fińską parafię.
W 1734 roku cesarzowa Anna Iwanowna Romanowa podarowała zborowi szwedzko-fińskiemu ziemię w rejonie współczesnego Prospektu Newskiego, na której postawiono pierwszy drewniany kościół św. Anny. Po podzieleniu zboru w 1745 na szwedzki i fiński, zbór fińskojęzyczny pozostał w tym miejscu. W 1767 roku Finowie wybudowali kościół św. Marii, który stał się główną fińską świątynią w Rosji. Ponadto funkcjonowały oddzielne parafie w fińskich osiedlach, opiekę duchową otrzymywało prawie 800 fińskich wiosek.
20 lipca 1819 roku w celu wprowadzenia porządku w gminach ewangelicko-luterańskich, Aleksander I wydał ukaz o ustanowieniu episkopalnej katedry, pod którą podlegałyby wszystkie parafie luterańskie Imperium Rosyjskiego, a także Generalnego Konsystorza, składającego się w równej liczbie z osób duchownych i świeckich. Pierwszym przewodniczącym Generalnego Konsystorza był mianowany namiestnik ryskiego okręgu szkolnego Karl von Lieven. Główną osobą duchowną kościoła został biskup, kandydaturę którego musiał zatwierdzić cesarz.
W styczniu 1820 roku na zaproszenie cesarza Aleksandra I do Petersburga przyjechał z Porvoo biskup Zacharias Cygnaeus. Sprowadzenie biskupa z Wielkiego Księstwa Finlandii było związane z tym, że kościół fiński utrzymywał sukcesję apostolską od Kościoła Szwecji. Z pomocą arcybiskupa Finlandii Cygnaeus rozpoczął reorganizację życia kościelnego zarówno samego Petersburga, jak i wszystkich zborów na terenie całej Rosji. Śmierć Aleksandra I uniemożliwiła jednak realizację tych planów do końca. Biskup uczestniczył również w pracach nad nową ustawą kościelną, ale zmarł przed jego przyjęciem. Ustawa, w której brakowało odniesień do nieżyjącego biskupa, została podpisana przez cesarza Mikołaja I 28 grudnia 1832 roku.
Następnie główną rolę w zarządzaniu kościołem zaczęli prowadzić Niemcy z zachowaniem autonomii trzech prepozytur na terenie Ingrii.
Należy zaznaczyć, że pomimo fińskich parafii kościoła luterańskiego, oddzielny kościół dla Finów nie istniał. Wszystkie parafie wchodziły w skład struktury uznanej przez państwo, co miało zarówno strony pozytywne, jak i negatywne. Kościół wspierany był przez państwo i miało ono czynny udział w jego finansowaniu. Z drugiej strony działalność kościoła była pod ścisłym nadzorem Ministerstwa Spraw Wewnętrznych, które określało miejsca zakładania nowych parafii i język w nich używany, przy czym wygłaszanie kazań w języku rosyjskim było zakazane do 1905 roku.

### Okres sowiecki
W pierwszych latach władzy sowieckiej jej stosunek do kościoła fińskiego był na tyle pozytywny, że pozwolono na nie tylko organizację osobnego kościoła dla Finów, ale także zezwolono na wygłaszanie kazań w języku rosyjskim. W styczniu 1919 roku przedstawiciele zborów fińskich zebrali się w Petersburgu i sformułowali Komitet Fińsko-Ingryjskich Zborów Ewangelicko-Luterańskich. Pod koniec września tego samego roku Komitet przyjął decyzję o ogłoszeniu Fińskiego Kościoła Ingrii niezależnym wskutek zakończenia funkcjonowania Generalnego Konsystorza.
W czasie Nowej Polityki Ekonomicznej w stosunku do Kościoła Ingrii nie były prowadzone represje, chociaż jego działalność była ściśle kontrolowana.
3 marca 1921 roku Rosyjska Ewangelicko-Luterańska Rada Episkopalna, że odtąd parafie Kościoła Ingrii stanowić będą samorządny okręg synodalny z konsystorzem. W Moskwie zorganizowano Synod Generalny funkcjonujący do 1935 roku, przy którym później wyłoniono Radę Episkopatu. Jej przewodniczącym został Felix Fridolf Relander, mianowany w 1921 roku biskupem fińskich parafii.
W 1925 roku Relander zmarł, a jego obowiązki przeszły na konsystorz złożony z 3 księży i 4 świeckich. Jeden z duchownych, Selim Hjalmar Laurikkala, obywatel fiński, rektor parafii Rääpyvä (obecnie część Wsiewołożska) został przewodniczącym konsystorza, ale biskup nie został mianowany. Przy nim kontrolę nad zborami sprawowała Ingryjska Ewangelicko-Luterańska Główna Rada Kościelna złożona z dwóch duchownych i pięciu świeckich, wybieranych na trzyletnią kadencję.
Sytuacja taka nie trwała jednak długo. Uchwałą Prezydium Centralnego Komitetu Wykonawczego od 8 kwietnia 1929 roku edukacja w parafiach, praca z młodzieżą i wszelaka działalność społeczna została zakazana.
W latach 1928–1935 do Azji Środkowej, Syberii i na Półwysep Kolski zostało wysiedlonych 60 tysięcy Ingrian. Wiosną 1935 roku ukazała się kurenda Głównego Departamentu NKWD „O oczyszczeniu dwudziestu dwóch kilometrów pasa przygranicznego z kułackiego i antysowieckiego elementu”. W rezultacie Kujwozowski Fińcki Obwód Narodowy przestał funkcjonować. Wysiedlono z niego ponad 22 tysiące ludzi. W 1936 roku około 10 tysięcy Ingrian przesiedlono do obwodu wołogodzkiego. W latach 30. wszystkie ingryjskie parafie były zamknięte, księża i najbardziej aktywni świeccy wyemigrowali lub poddani zostali represjom. Kościoły z całym majątkiem zostały skonfiskowane.

### Tymczasowy powrót w latach 1942–1943

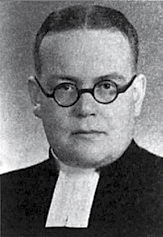
Raynaud Yulёnen

Na terytorium opanowanym przez Niemców w czasie II wojny światowej mieszkało około 63 tysięcy Ingrian. Dla sprawdzenia warunków ich życia powołana została komisja, która odwiedziła Gatczynę, Puszkin, Krasnoje Sielo, Tosno i Wołosowo. W wyniku ustaleń komisji co do potrzeb duchowych społeczności, w sierpniu 1942 roku z Finlandii zostaje przysłany kapelan wojskowy Juhani Yaskelyaynen. Wiosną 1943 roku dołącza do niego nowo wyświęcony pastor Jussi Tenkku oraz Raynaud Yulёnen (który w latach 30. służył w parafiach Estońskiej Ingrii). Znów zaczęło działać około 20 zborów, prowadzono nauki przedkonfirmacyjne, sprawowano sakramenty. Jednak w 1943 roku, w związku z deportacją Ingrian do obozu koncentracyjnego w Klooga próba odrodzenia kościoła zakończyła się. Ostatnie nabożeństwo poprowadził Raynaud Yulёnen w parafii Skworica.

### Odrodzenie

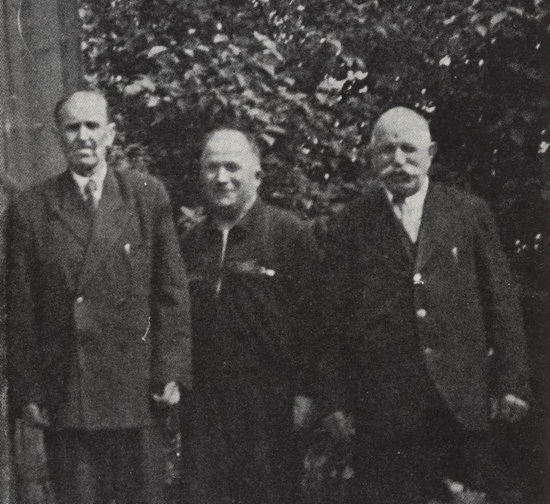
Pastorzy Juhana Vaasseli, Paavo Haimi i Matti Kukkonen we wsi Koltusze w 1958 r.

Aż do 1950 roku wśród Ingrian praktykowane były tajne spotkania wierzących prowadzone przez kobiety, najbardziej znanymi spośród nich była Maria Kajava i Katri Kukkonen, bywały też przewodzone przez charyzmatycznych kaznodziejów.
W 1953 roku powróciło z zesłania dwóch ocalałych pastorów – Juhana Vaasseli i Paavo Haimi, którzy w miarę możliwości prowadzili duchową opiekę nad wiernymi powracającymi do domów rodzinnych. Duchowni osiedlili się w Pietrozawodsku. Po ich powrocie życie duchowe Karelii ożywiło się. Ludność znowu mogła przyjmować Sakrament Ołtarza oraz brać udział w naukach konfirmacyjnych. Z powodu dużej liczby uczęszczających na nabożeństwa, były one latem prowadzone na cmentarzach. Często były one rozgramiane przez milicję. W końcu lat 60. Finowie-Ingrianie weszli w skład członków Estońskiego Kościoła Ewangelicko-Luterańskiego, pierwsze nabożeństwo prowadzone przez estońskiego pastora Elmera Kula odbyło się w starym kościele w Narwie. Duchowny nie znał języka fińskiego, więc nabożeństwo było prowadzone dzięki przygotowanej transkrypcji. Kościół na 250 miejsc zgromadził podczas pierwszego nabożeństwa 800 ludzi. W 1969 zarejestrowana została druga parafia luterańska (jako pierwsza na terytorium Rosyjskiej FSRR) mieszcząca się w Pietrozawodsku, a w 1977 kolejny – w Puszkinie.
Dalszy rozwój kościoła związany jest z Arvo Survo, pierwotnie diakonem w parafii puszkińskiej. Pod koniec lat 80. wraz ze współpracownikami zaczął odbudowę budynków kościelnych w fińskich wsiach, rozpoczynając od kościoła we wsi Gubance. W sumie wybudowano pięć nowych kościołów oraz przywrócono szesnaście starych domów modlitwy.
W 1989 roku Arvo Survo podniósł kwestię utworzenia wewnątrz Kościoła Estonii niezależnej diecezji Ingryjskiej, jednak początkowo spotkał się z odmową. Niemniej Survo i jego zwolennicy nie porzucili tych planów i w rezultacie decyzji Rady do Spraw Wyznań w 1990 roku postanowiono o utworzeniu diecezji obejmującej 15 zborów wchodzącej w skład Kościoła Estonii. Jednak po ogłoszeniu niepodległości przez Estonię Rada Diecezji na swoim zebraniu w dniu 10 lipca 1991 roku poruszyła kwestię ustanowienia niezależnego Kościoła Ingrii. Nowa denominacja została zarejestrowana jesienią 1992 roku, a kierowana była przez przybyłego z Finlandii biskupa Leino Hassinena.

## Obecna sytuacja

### Statystyka
Do Kościoła Ingrii należy w sumie 75 parafii i 13-15 tysięcy wiernych. Oznacza to, że pozostaje drugim kościołem luterańskim w Rosji pod względem ilości członków po Ewangelicko-Luterańskim Kościele w Rosji, Ukrainie, Kazachstanie i Azji Środkowej.

### Skład etniczny
W początkowym okresie większość członków kościoła stanowili etniczni Ingrianie, jednak ich liczba stopniowo zmniejsza się, dlatego większość wiernych ma mieszane lub czysto rosyjskie pochodzenie. Na początku lat 2000. język rosyjski stał się oficjalnym językiem prowadzenia nabożeństw w Kościele Ingrii.

### Źródła finansowania
Według doniesień prasowych, 40-50% środków finansowania kościoła pochodzi od organizacji dobroczynnych z Finlandii.

## Struktura

### Struktura administracyjna

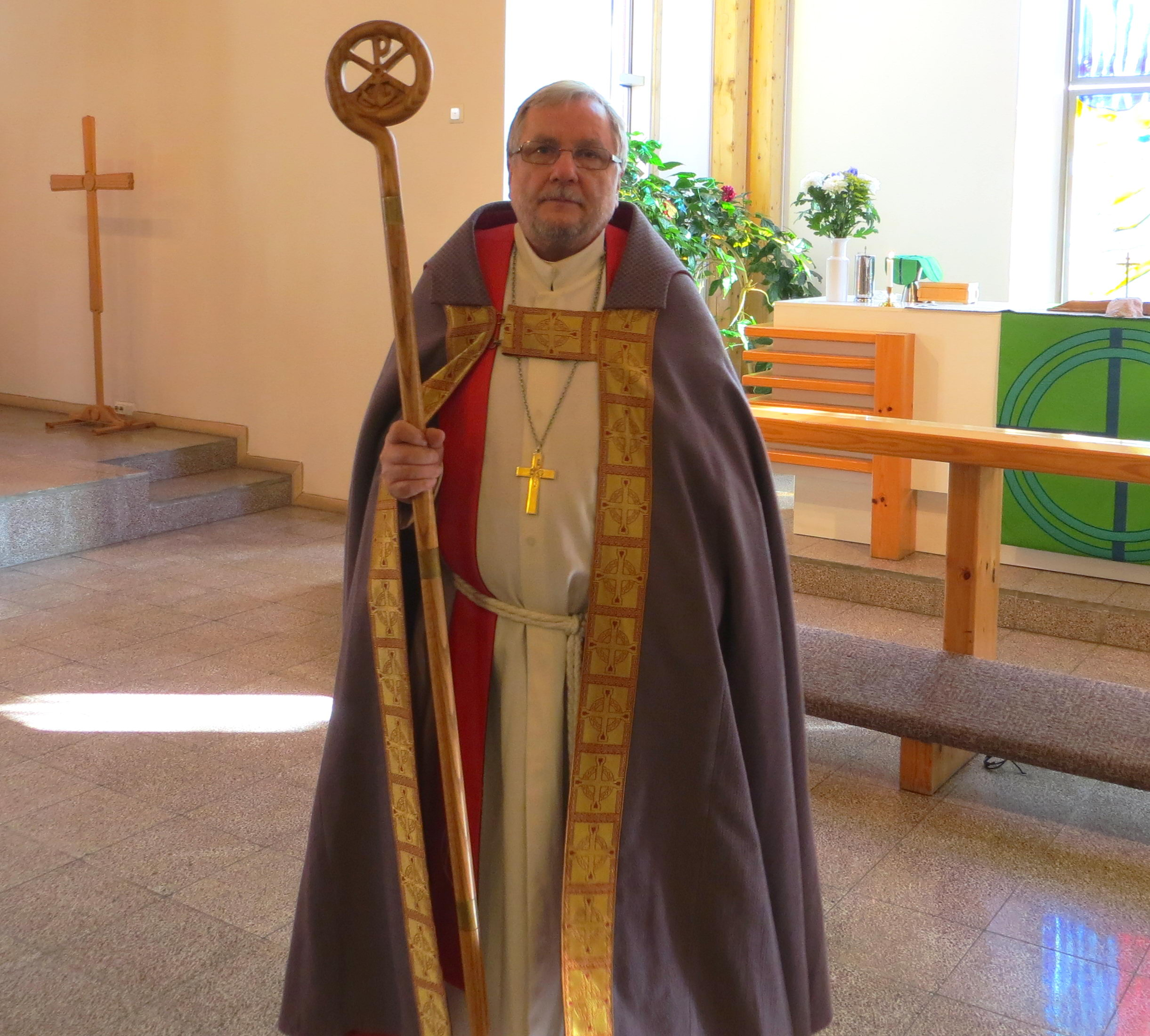
Arri Kuukauppi, biskup Kościoła Ingrii

Pod względem administracyjnym Kościół Ingrii składa się z jednej eparchii przewodzonej przez biskupa. Poszczególne parafie podzielone są między siedem prepozytur według ich położenia terytorialnego.
Katedralnym kościołem jest kościół św. Marii w Petersburgu przy ulicy Bolszoj Koniuszennej. Tam też znajduje się Centralne Biuro Kościoła. Kościelna jednostka edukacyjna, Instytut Teologiczny Kościoła Ingrii prowadzi przygotowanie pracowników świeckich i duchownych. Instytut położony jest w miejscowości Kolbino w obwodzie leningradzkim.
Podstawową jednostką strukturalną Kościoła jest parafia przewodzona przez rektora w osobie pastora lub jeśli to konieczne – przez dziekana w osobie diakona. Najwyższym organem parafii jest Zgromadzenie Parafialne. W czasie pomiędzy zgromadzeniami sprawami bieżącymi zajmuje się rada parafialna na czele z przewodniczącym, którym z urzędu jest dziekan.
Pod patronatem Kościoła Ingrii działa fundacja dobroczynna w postaci Diakonii w Wyborgu. Głównym zadaniem pracy diakonijnej jest pomoc sierotom i dzieciom pozbawionym opieki rodzicielskiej.

### Duchowni
W Kościele Ingrii istnieją trzy rodzaje posługi duchowej:
- Biskup – głowa eparchii
- Prezbiter – często nazywany pastorem
- Diakon – pomocnik biskupa i kapłanów

Tradycyjnie, wszyscy mogą zostać określani terminem „ksiądz” i być uznawanymi za pastorów kościoła.
Aby pomóc w pracy proboszczom, w kościele istnieje funkcja katechety. Nie jest to osoba duchowna, lecz pełniącą jego funkcje.

## Podział administracyjny
Kościół Ingrii jest administracyjnie podzielony na siedem prepozytur: petersburską, moskiewską, karelską, nadwołżańską, uralską, syberyjską i zachodnioingryjską.

### Prepozytura zachodnioingryjska
- Parafia Wołosowo
- Kościół św. Mikołaja (Gatczyna)
- Parafia Hietamaki
- Kościół św. Łazarza (Kingisepp)
- Kościół św. Piotra (Kolpany)
- Kościół św. Andrzeja (Kuziomkino)

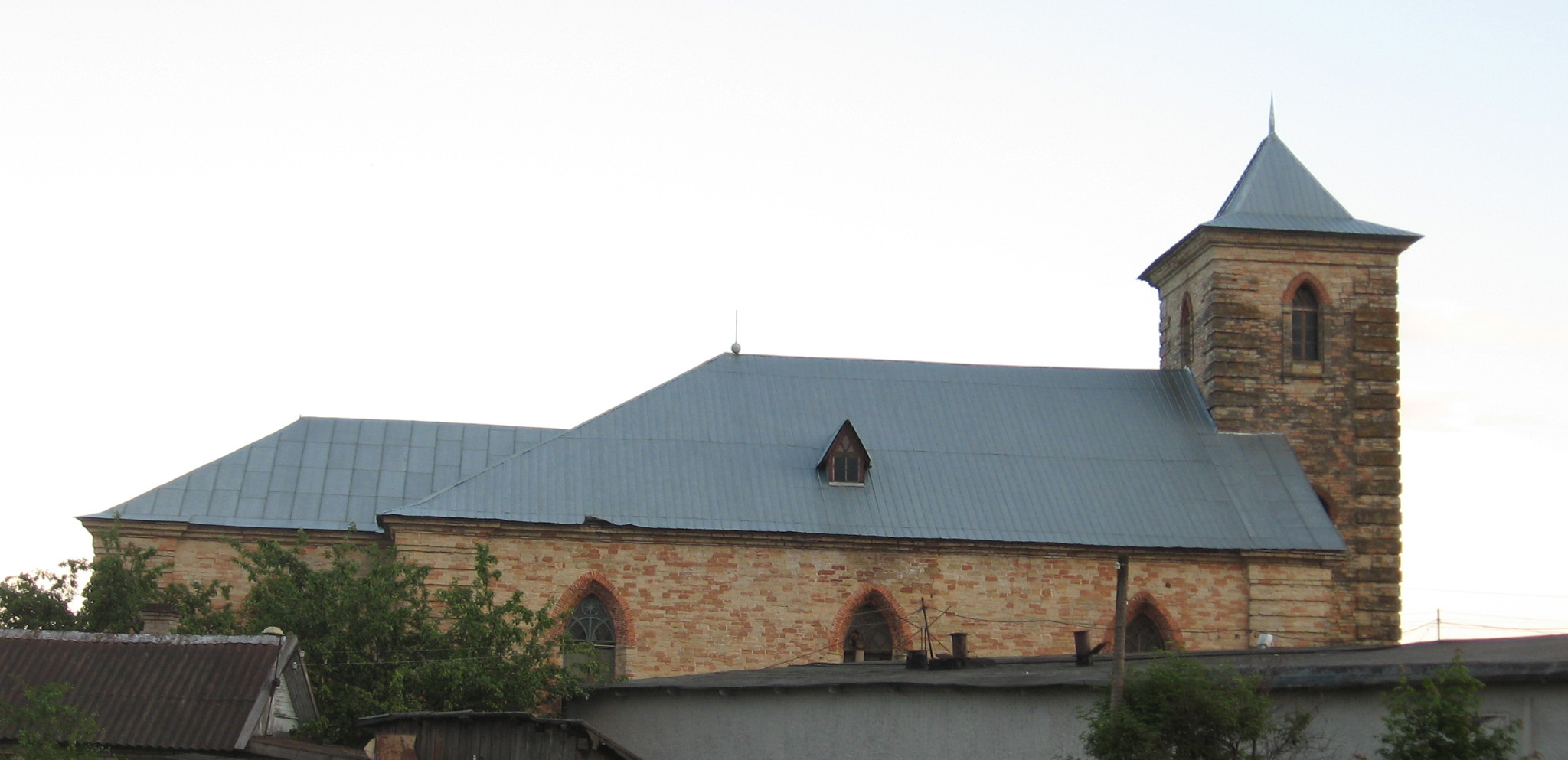
Kościół św. Mikołaja w Gatczynie

- Kościół św. Jana Chrzciciela (Gubanice)
- Kościół św. Katarzyny (Skworice)
- Kościół św. Marii Magdaleny (Ługa)

### Prepozytura petersburska
- Kościół św. Marii (Petersburg)
- Kościół św. Michała (Petersburg)
- Kościół św. Jana (Petersburg)

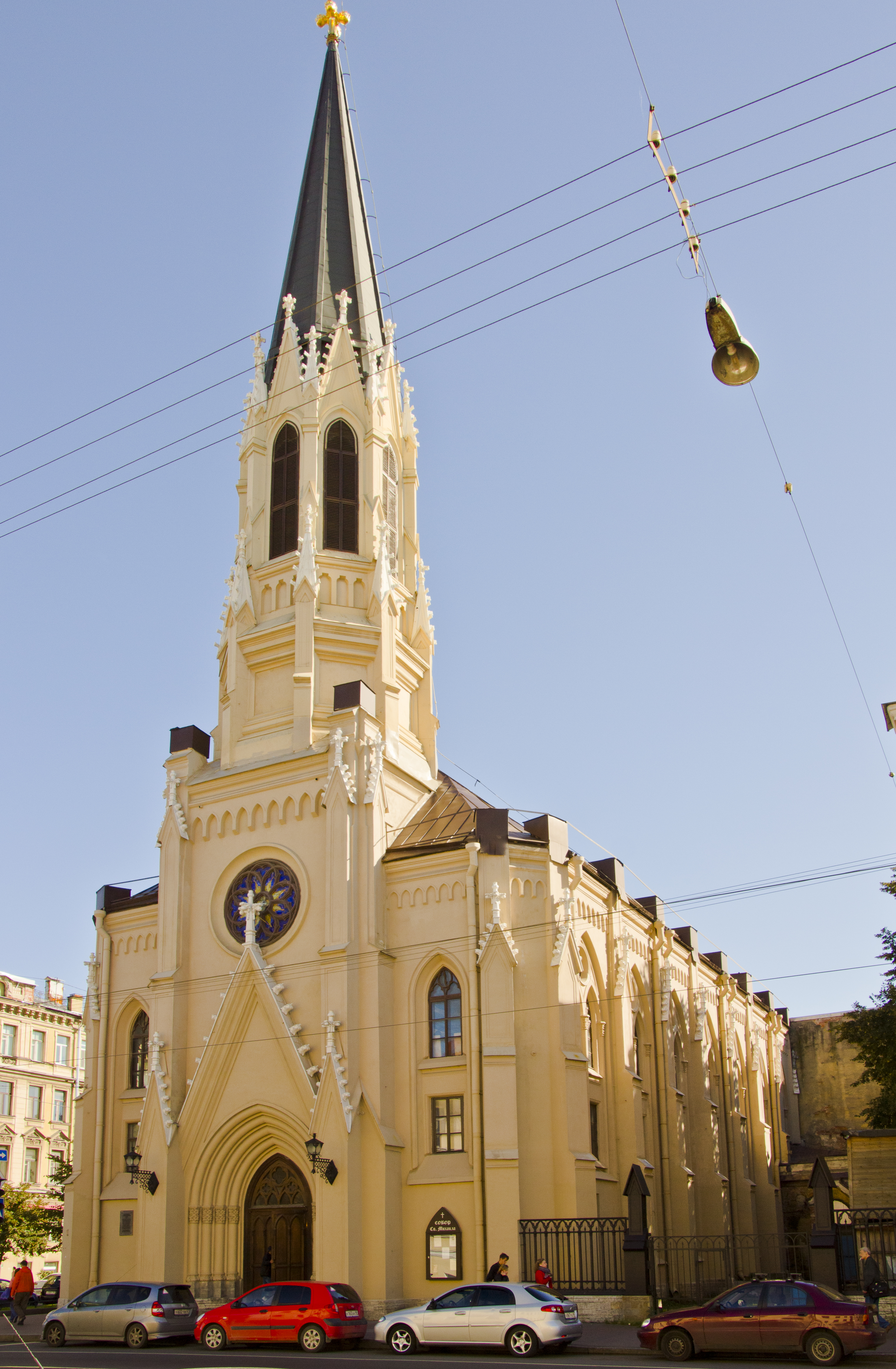
Kościół św. Michała w Petersburgu

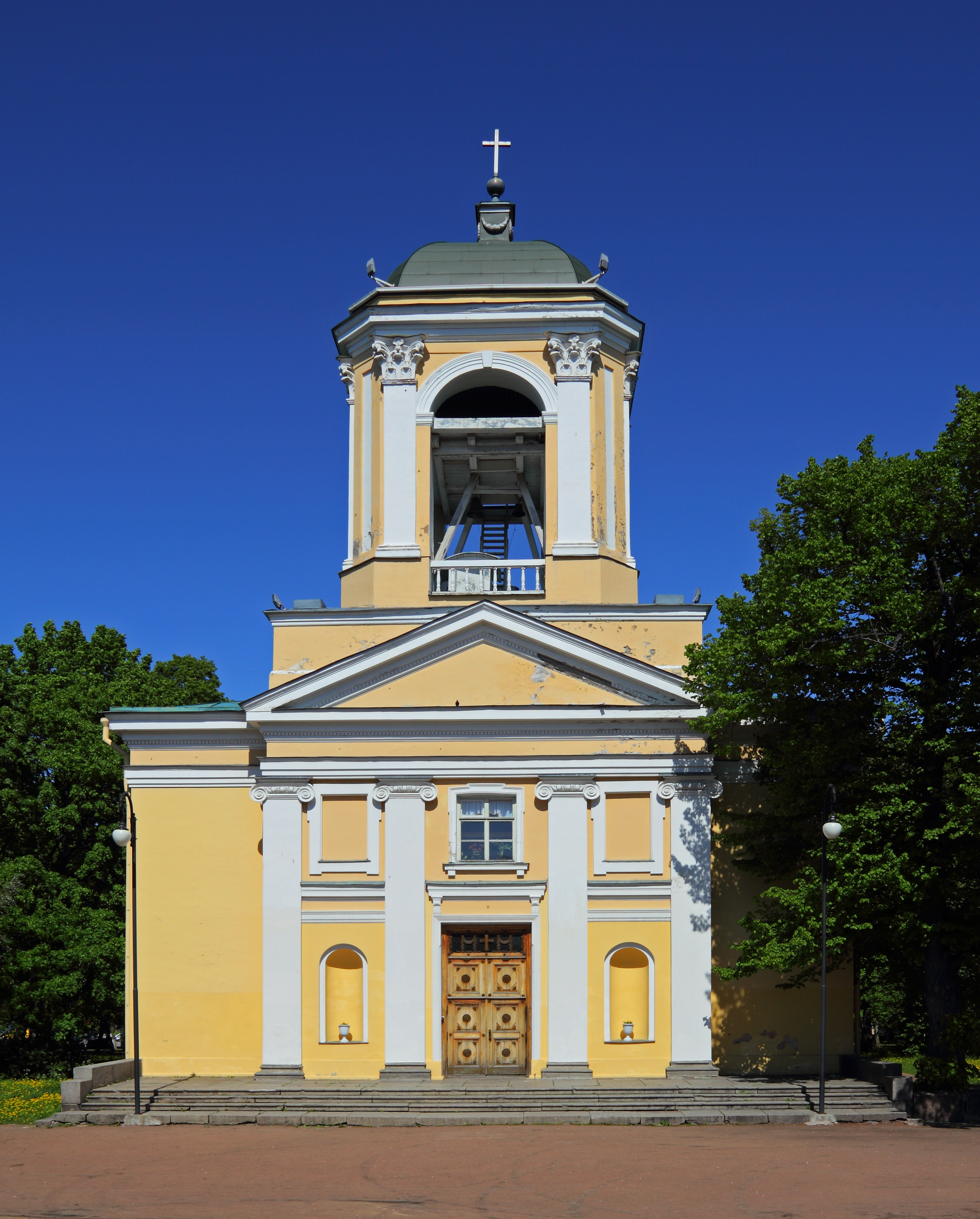
Kościół świętych Piotra i Pawła w Wyborgu

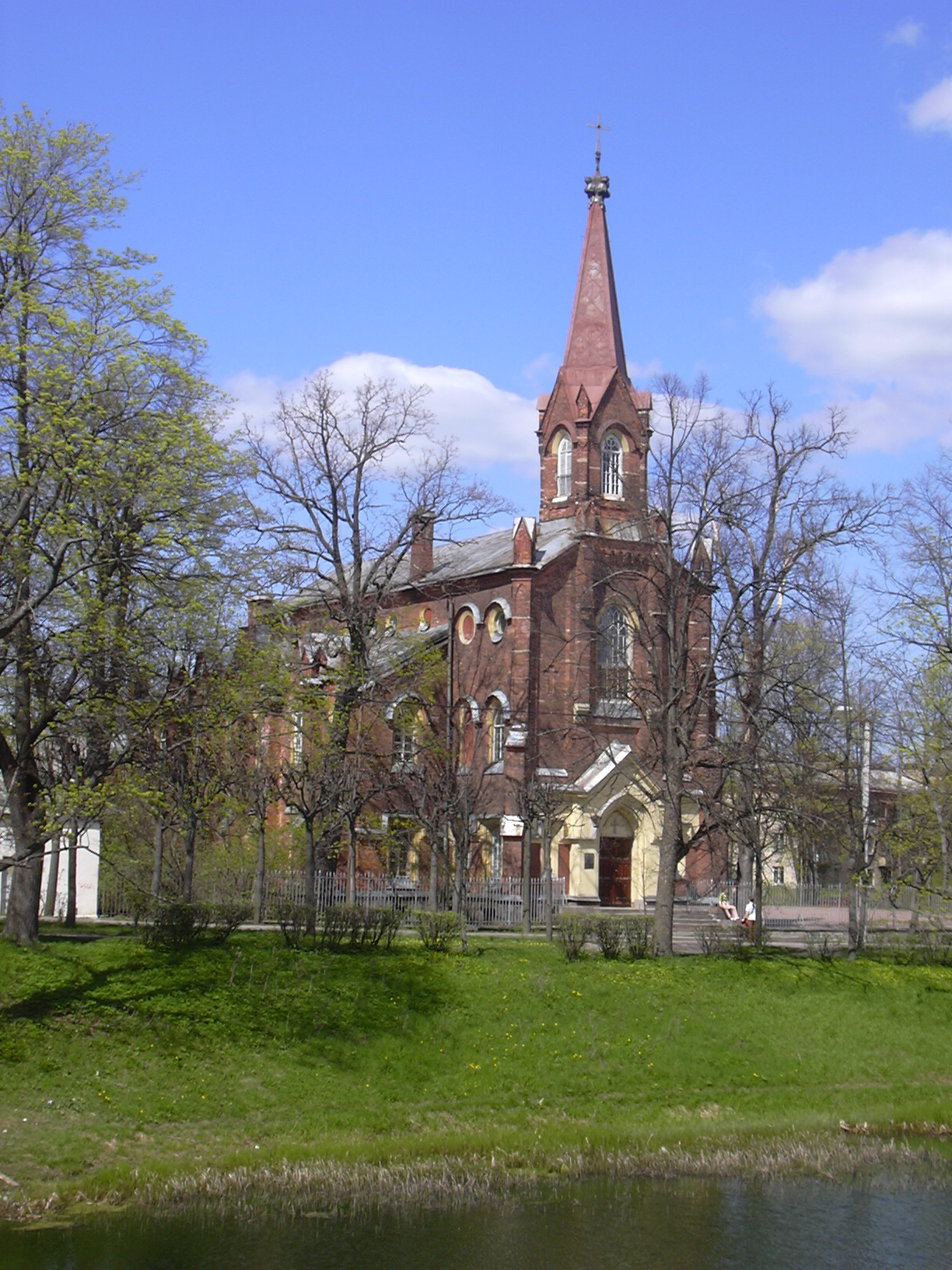
Kościół Zmartwychwstania Pańskiego w Puszkinie

- Kościół świętych Piotra i Pawła (Wyborg)
- Kościół św. Jerzego (Kolbino)
- Kościół świętych Apostołów Piotra i Pawła (Toksowo)
- Parafia „Johannes” (Sowietskij)
- Parafia św. Marii Magdaleny (Primorsk)
- Parafia św. Jakuba (Psków)
- Parafia św. Piotra (Pieczory)
- Parafia Przemienienia Pańskiego (Zielenogorsk)
- Kościół Zmartwychwstania Pańskiego (Puszkin)
- Parafia św. Apostoła Piotra (Kanneljarwi)
- Parafia Imienia Dwunastu Apostołów (Roszczyno)
- Parafia Kaukowa (Sewastianowo)
- Parafia Tuutari (Możajski)
- Parafia Tiurio (Łomonosow)
- Parafia Haapakangas (Jukki)[10]
- Anglojęzyczna placówka misyjna (Petersburg)

### Prepozytura karelska
- Parafia w Kalewali
- Parafia w Pitkiaranta
- Kościół Wniebowstąpienia Pańskiego (Kondopoga)
- Parafia św. Marii (Rewda)
- Parafia w Ruskeala
- Parafia w Kostomukszy
- Parafia w Kiemiu
- Parafia w Siegieży
- Grupa parafialna w Miedwieżjegorsku
- Parafia w Soddierze
- Parafia w Mujezierskim
- Parafia kapelańska Tikszy
- Parafia w Sortawale
- Parafia w Murmańsku
- Kościół św. Trójcy (Czalna)
- Kościół Chrztu Świętego (Ołoniec)
- Kościół Zmartwychwstania Pańskiego (Harlu)
- Kościół Świętego Ducha (Pietrozawodsk)

### Prepozytura moskiewska
- Kościół św. Trójcy (Moskwa)

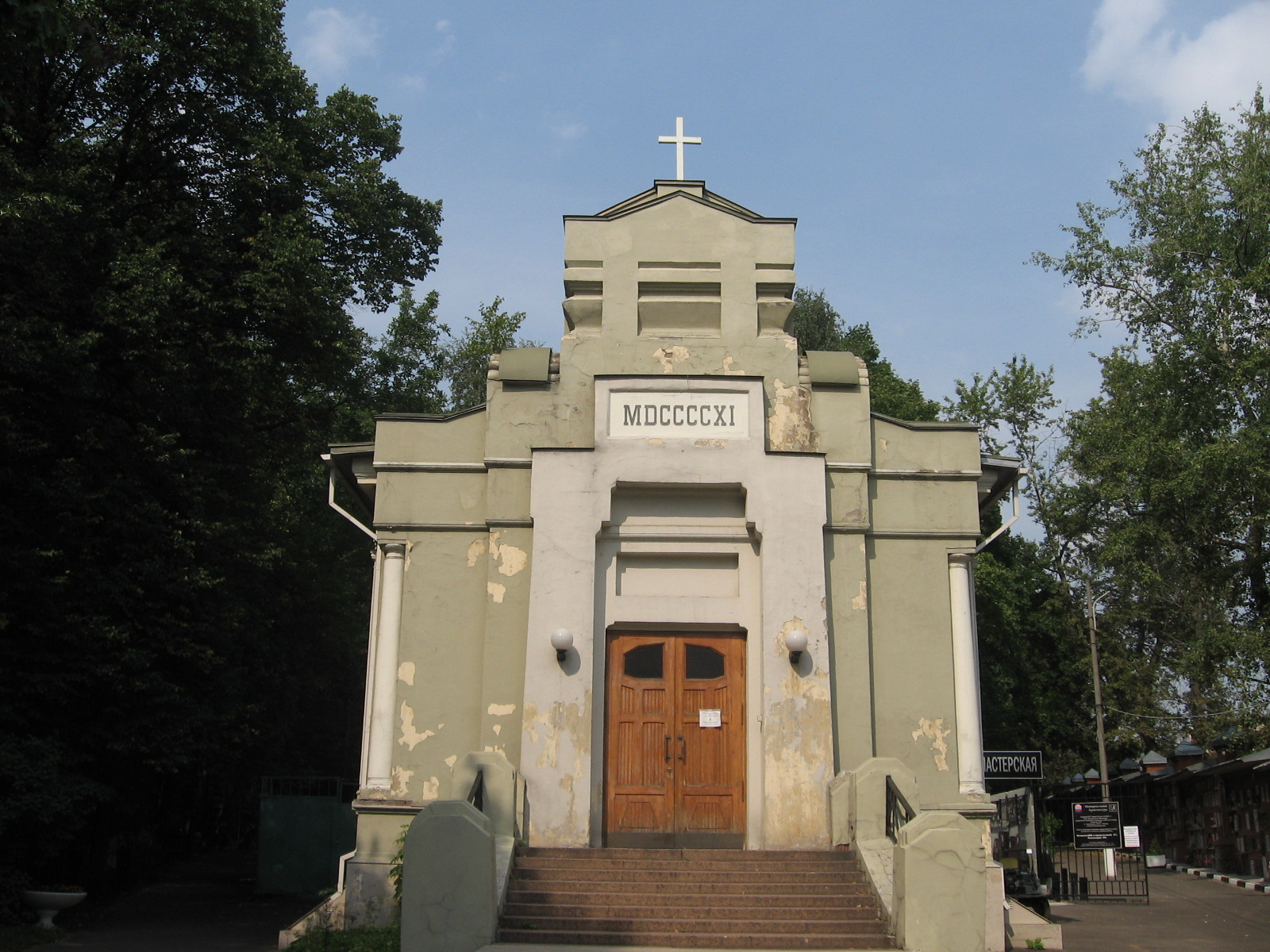
Kościół św. Trójcy w Moskwie

- Parafia świętych Piotra i Pawła (Moskwa)
- Parafia św. Łukasza (Rżew)
- Parafia Zbawiciela (Twer)
- Parafia św. Marka (Wielkie Łuki)
- Parafia w Niżnym Nowogrodzie
- Parafia Narodzenia Pańskiego (Щекино)

### Prepozytura nadwołżańska
- Parafia Świętej Eucharystii (Borisoglebsk)
- Parafia Panny Marii (Woroneż)
- Parafia św. Jana (Saratów)
- Parafia św. Pawła (Nowyje Burasy)
- Zbór św. Łukasza (Engels (miasto)|Engels)
- Parafia Wniebowstąpienia (Władykaukaz)

### Prepozytura uralska
- Parafia w Birsku (Baszkortostan)
- Udmurcko-rosyjska parafia św. Piotra (Gubez-Pudga, Udmurcja)
- Kościół Chrztu Świętego (Joszkar-Oła, Mari El)
- Parafia św. Andrzeja (Kazań, Tatarstan)
- Parafia „Welmema” (Sarańsk, Mordowia)
- Parafia moksza-erzjańska (Sarańsk, Mordowia)
- Parafia kapelańska w Kowyłkinie
- Parafia w Syktywkarze (Republika Komi)
- Parafia Narodzenia Pańskiego (Troicko-Pieczorsk, Republika Komi)
- Parafia św. Jakuba (Czeboksary, Czuwaszja)
- Parafia w Liupersola (Mari El)

### Prepozytura syberyska
- Parafia w Omsku
  - grupa kapelańska w Ryżkowie
  - grupa kapelańska w Orłowce
  - grupa kapelańska w Kowaliewie
- Parafia Zbawiciela (Nowosybirsk)
- Parafia Świętej Trójcy (Krasnojarsk)
- Parafia Przemienienia Pańskiego (Minusińsk)
- Parafia w Wierchnim Suetukie
- Parafia w Werchniej Bulankce
- Parafia św. Jerzego (Niżniaja Bulanka)
- Parafia św. Marii (Irkuck)
- Parafia „Łaska Chrystusa” (Ułan-Ude)

## Wiara

### Charakterystyka ogólna
Kościół Ingrii wyznaje wiarę chrześcijańską, która opiera się na tekstach zawartych w Starym i Nowym Testamencie. Wiara ta znajduje odzwierciedlenie w trzech historycznych wyznaniach (apostolskie wyznanie wiary, nicejsko-konstantynopolitańskie wyznanie wiary, atanazjańskie wyznanie wiary) oraz w luterańskich księgach wyznaniowych. Kościół stosuje zasadę otwartości religijnej, głoszonej niezmiennym językiem nauczania, bliskim i zrozumiałym dla współczesnych ludzi. Historyczne pisma wyznaniowe traktuje wyżej aniżeli rozwiązania stworzone przez obecną władzę kościelno-kanoniczną.
3 maja 2014 roku w Kościele Ingrii zainicjowano działanie Archieparchialnej Komisji Teologicznej pod przewodnictwem biskupa, której zadaniem jest rozwiązanie teologicznych, liturgicznych i praktycznych problemów, które stawia przed kościołem współczesna rzeczywistość. Ustalenia komisji, po długich dyskusjach, zatwierdzeniu i oficjalnej publikacji mają charakter obowiązkowy dla wszystkich parafii i duchownych Kościoła Ingrii.

### Nauka kościoła o chrześcijańskiej rodzinie
Kościół Ingrii ma konserwatywne poglądy na temat rodziny. W swoich dokumentach kościół postulował, że ślub to pobłogosławiony przez Boga związek kobiety i mężczyzny, a homoseksualizm nazywa grzechem.

### Ordynacja kobiet na duchownych
Kościół zaprzecza, że tradycja ordynacji kobiet na urząd duchownego i ich publicznej służby słowa i sakramentu jest zgodna z Pismem Świętym:

Wierzymy, głosimy, zaświadczamy i uczymy, że nauczanie kościoła o Słowie nierozerwalnie związane jest z sakramentami, a posługę głoszenia, zgodnie z nauką płynącą z Pisma i Kościoła Apostolskiego mogą pełnić tylko mężczyźni. Ze smutkiem jesteśmy zmuszeni przyznać, że rozwój instytucji „kapłaństwa kobiet” w rosyjskim luteranizmie, niezależnie od tego, czy posługę tę nazywa się mianem „pastor” czy skromniej „kaznodzieją”, niszczy luterańską tożsamość i nie przyczynia się do zbliżenia naszych kościołów i uniemożliwia podniesienie kwestii jedności.

Oficjalne dokumenty Kościoła Ingrii nie zezwalają na prowadzenie przez kobiety posługi Słowa i Sakramentu, nawet, jeśli została ona wyświęcona w innym kościele, który taką możliwość uznaje:

Kobieta, nawet jeżeli została ordynowana na urząd duchownego w kościele luterańskim, nie powinna prowadzić posługi liturgicznej i kaznodziejskiej w Kościele Ingrii.

## Tradycje muzyczne
W luterańskiej liturgii znaczące miejsce zajmuje wspólne śpiewanie pieśni, czasami w towarzystwie chóru. Poza pieśniami intonowane mogą być różne elementy liturgii, jak na przykład antyfony, modlitwy, Credo. W parafiach Kościoła Ingrii używanych jest kilka zbiorów pieśni:
- Śpiewnik Virsikirja w języku fińskim (różne wydania)
- Fińsko-rosyjski śpiewnik Kokoelma Virsiä Suomen Ja Venäjän Kielillä (2000, Antti Vuoristo), numeracja pieśni odpowiada tej w Virsikirja.
- Śpiewnik dla dzieci
- Śpiewnik dla młodzieży
- Ewangelicko-luterański zbiór pieśni (Ewangelicko-Luterański Kościół Ingrii na terytorium Rosji, 2001).
- Ewangelicko-luterański zbiór pieśni Ewangelicko-Luterańskiego Kościoła Ingrii na terytorium Rosji (Ewangelicko-Luterański Kościół Ingrii na terytorium Rosji, 2013).

## Krytyka
Przedstawiciele nieuznawanego przez inne denominacje luterańskie w Rosji Ewangelicko-Luterańskiego Kościoła Augsburskiego Wyznania, powstałego w wyniku odłączenia się od Kościoła Ingrii i Ewangelicko-Luterańskiego Kościoła w Europejskiej Części Rosji i w czerwcu 2006 roku, wypowiadają się o nim następująco:

Fińsko-ingryjski projekt założenia Kościoła Ingrii był związany z euforią po jelcynowskim wezwaniu „weźcie tyle suwerenności, ile tylko zdołacie unieść”. Finowie są w stanie znieść wszystko i potrafią czekać. Elitom Finlandii początku lat 90. wydawało się, że nastał czas rewanżu za rok 1939, kiedy ich kraj utracił znaczne terytorium Karelii i ziemie rejonu iżorskiego. Organizowany za fińskie pieniądze Kościół Ingrii miał służyć planom „pokojowej aneksji” Ingrii – szerokiej autonomii dla tych niegdyś fińskich ziem, pod patronatem Finlandii. Jednak wraz z dojściem do władzy ekipy Władimira Putina plany te musiały zostać zarzucone i Kościół Ingrii musiał skupić się na współpracy z amerykańskim Kościołem Luterańskim Synodu Missouri.

## Współpraca międzykościelna i ekumeniczna
- Głównym kościołem braterskim dla Kościoła Ingrii jest Ewangelicko-Luterański Kościół Finlandii. Jednakowoż, pomimo bardzo bliskich związków między nimi, Kościół Ingrii nie jest częścią Kościoła Finlandii.
- Ponieważ doktryna kościoła i jego praktyka liturgiczna są dość konserwatywne (na przykład brak ordynacji kobiet), jest członkiem nie tylko Światowej Federacji Luterańskiej, ale też Międzynarodowej Rady Luterańskiej, aktywnie współpracuje również z Kościołem Luterańskim Synodu Missouri.
- W 2009 roku Kościół Ingrii i Ewangelicko-Luterański Kościół w Rosji, Ukrainie, Kazachstanie i Azji Środkowej weszli na drogę prowadzącą do zjednoczenia obydwu kościołów[19]. W lutym 2010 roku proces ten został jednak przerwany z uwagi na różnice w poglądzie na posługę kobiet jako duchownych. Poza tym Kościół Ingrii ogłosił decyzję o zaprzestaniu uczestnictwa we wspólnym wydawaniu czasopisma „Wieści Luterańskie”[20].
- Stosunki między Rosyjskim Kościołem Prawosławnym i Kościołem Ingrii są stosunkowo przyjazne, mimo znacznych różnic doktrynalnych. Biskup Kościoła Ingrii był obecny w charakterze obserwatora na XII rozmowach między rosyjską cerkwią a Fińskim Kościołem Prawosławnym, które miały miejsce między 28 września a 5 października 2002 roku w Monasterze Daniłowskim w Moskwie[21].